# Карло Мазаровић
Карло Мазаровић (Пераст, половина 18. века) је био први летач балоном на Балкану.

## Биографија
Мазаровић је рођен половином 18. века у Перасту, Бока которска, тадашња Хабзбуршка монархија. Потиче из старе и угледне перашке породици Мазаровић. Мазаровићи су припадали казади Смилојевић, једној од 12 перашких казада или братстава. У которским списима породица се спомиње још 1334. године, а у Перасту се јављају у 15. веку.
Поседовао је балон пуњен топлим ваздухом, којим је летео у већим градовима Хабзбуршке монархије, Будимпешти, Прагу, те и другим местима у Чешкој, Словачкој, Баварској и Аустрији. Почетком децембра 1789. године, упутио је молбу тадашњем хрватском бану Фрањи Балашу да му дозволи да изведе две демонтрације лета балоном у Загребу. Притом је навео искуство у пилотирању које је стекао током претходних успешних летова. Добивши одобрење, кренуо је са припремама и одабрао најпогодније место за узлет својим балоном. Први лет балоном Мазаровић је извео 15. децембра 1789. године са простране ливаде иза старе катедрале Светог Стјепана у надбискупском парку, на почетку данашње Новакове улице. То је био први лет балоном на балканским просторима, шест година након што су браћа Монголфје извела први лет балона 1783. године. Овај догађај је изазвао пажњу европске јавности, па се тада мали Загреб појавио у многим европским новинама. Балон је био начињен од чврстог папира, висок 30 стопа и широк 20 стопа, везаног за мреже од канапа око балона. Испод њега налазила се кошара, привезана јаким и чврстим ужадима у којој је био смештен пилот. Градска управа је осигурала чуваре реда, пандуре, јер велика маса знатижељних грађана није смела прићи балону. Продавале су се и улазнице, а гледаоци су са узбуђењем и са пристојне раздаљине посматрали читав догађај. Испод балона је било постављено специјално ложиште, где се сагоревањем влажне сламе добијао топли ваздух који је постепено пунио и надимао балон, који је добио облик велике лопте. Балон није имао никакво кормило, те је био препуштен струјама ветра. Уздизање је успело на велико чуђење присутних. Проломили су се узвици одушевљења, махали су му и бацали шешире у ваздух од раздраганости, док им је Мазаровић отпоздрављао уздижући се изнад кровова кућа. Млади и деца су трчали Влашком улицом мотрећи балон који се још више успињао. Током лета, Мазаровић је извршио мерења притиска и влажности ваздуха, чиме је постао опет први који је то урадио. Наком пола сата лета, када се топли ваздух у балону расхладио, Мазаровић се спустио на ливаду близу реке Саве. Почетком 1790. лет је поновљен, при чему је узлетео са истог места, а слетео у Туропољу. И овога пута је лет трајао око пола сата. Мазаровић је четвртину прихода од улазница морао предати тадашњем директору немачког позоришта у Загребу, Јохану Вајлхамеру, пошто је он имао монопол на овакве догађаје. Захваљујући успешним летовима, постао је царски летач Хабзбуршке монархије и одликован је низом признања.